# Campus Condorcet
Pour les articles homonymes, voir Condorcet.
Ne doit pas être confondu avec bâtiment Condorcet, lycée Condorcet ou Haute École provinciale de Hainaut Condorcet.
Le campus Condorcet Paris - Aubervilliers est un campus interuniversitaire situé entre la porte de la Chapelle à Paris et La Plaine Saint-Denis à Aubervilliers ouvert à la rentrée 2019.
Onze établissements, universités et instituts y participent. Il est consacré aux sciences humaines et sociales (SHS).

## Historique
Le projet naît en 2008 de l'alliance de Paris I, Paris 8, Paris XIII, l'EHESS, l'EPHE et de l'École des chartes auxquelles se joignent le CNRS, l'INED, la fondation Maison des sciences de l'homme et Paris 3. Il est piloté par la fondation Condorcet, présidée de 2009 à 2016 par Jean-Claude Waquet, précédemment président de l'École pratique des hautes études. L'université de Paris Nanterre rejoint le projet Condorcet en 2018.
Le coût est de 40 millions d'euros en 2010 puis 110 millions en 2014.
Il fait partie des dix campus retenus en juillet 2008 par le ministère de l'enseignement supérieur dans le cadre du plan Campus,. L'opération est soutenue par les collectivités concernées (Aubervilliers, Plaine Commune, ville de Paris, conseil général de la Seine-Saint-Denis, région Île-de-France),. 
Les travaux de construction du site d'Aubervilliers commencent en 2018, et ceux de la porte de la Chapelle en 2023.

Le bâtiment de l’École des hautes études en sciences sociales, en fin de construction en février 2021.

## Organisation administrative
En 2020, les établissements membres sont,,, :

Logo de l'établissement public Campus Condorcet

- l’université Panthéon-Sorbonne (Paris 1) ;
- l'université Sorbonne Nouvelle (Paris 3) ;
- l’université Paris 8 Vincennes Saint-Denis (Paris 8) ;
- l’université Paris-Nanterre (Paris 10) ;
- l’université Sorbonne-Paris-Nord (Paris 13) ;
- deux établissements-composantes de l'université PSL :
  - l’École nationale des chartes (ENC-PSL) ;
  - l'École pratique des hautes études (EPHE-PSL) ;
- le Centre national de la recherche scientifique (CNRS),
- l’École des hautes études en sciences sociales (EHESS),
- la fondation Maison des sciences de l'homme (FMSH) ;
- l’Institut national d'études démographiques (Ined) ;

Depuis le 22 juin 2022, le président de l'établissement public Campus Condorcet est Pierre-Paul Zalio.

## Implantations

Le centre de colloques, à proximité immédiate de la station Front populaire.

Le site principal du Campus Condorcet est implanté à Aubervilliers,,. En 2024, 12 000 chercheurs et doctorants y travaillent au sein de 116 unités de recherche et autant de salles d'enseignements, en occupant une dizaine de bâtiments (dont ceux de l'Institut national d'études démographiques) sur plus de six hectares comprenant également une bibliothèque d'un million d'ouvrages dites « Humathèque » dessinée par l'architecte Elizabeth de Portzamparc,.
D'ici 2025 doit encore être édifié un bâtiment de 8 000 m2 pour l’École pratique des hautes études, puis à horizon 2029-2030 de nouveaux locaux pour l'École des hautes études en sciences sociales et de la fondation Maison des sciences de l'homme. Ce pôle de recherche en sciences humaines aura donc nécessité près de deux décennies et 500 millions d'euros pour être achevé à cause d'hésitation de certains établissements à s'éloigner du centre de Paris et aux divers aléas des concours d'architectes et de conduite de chantier.

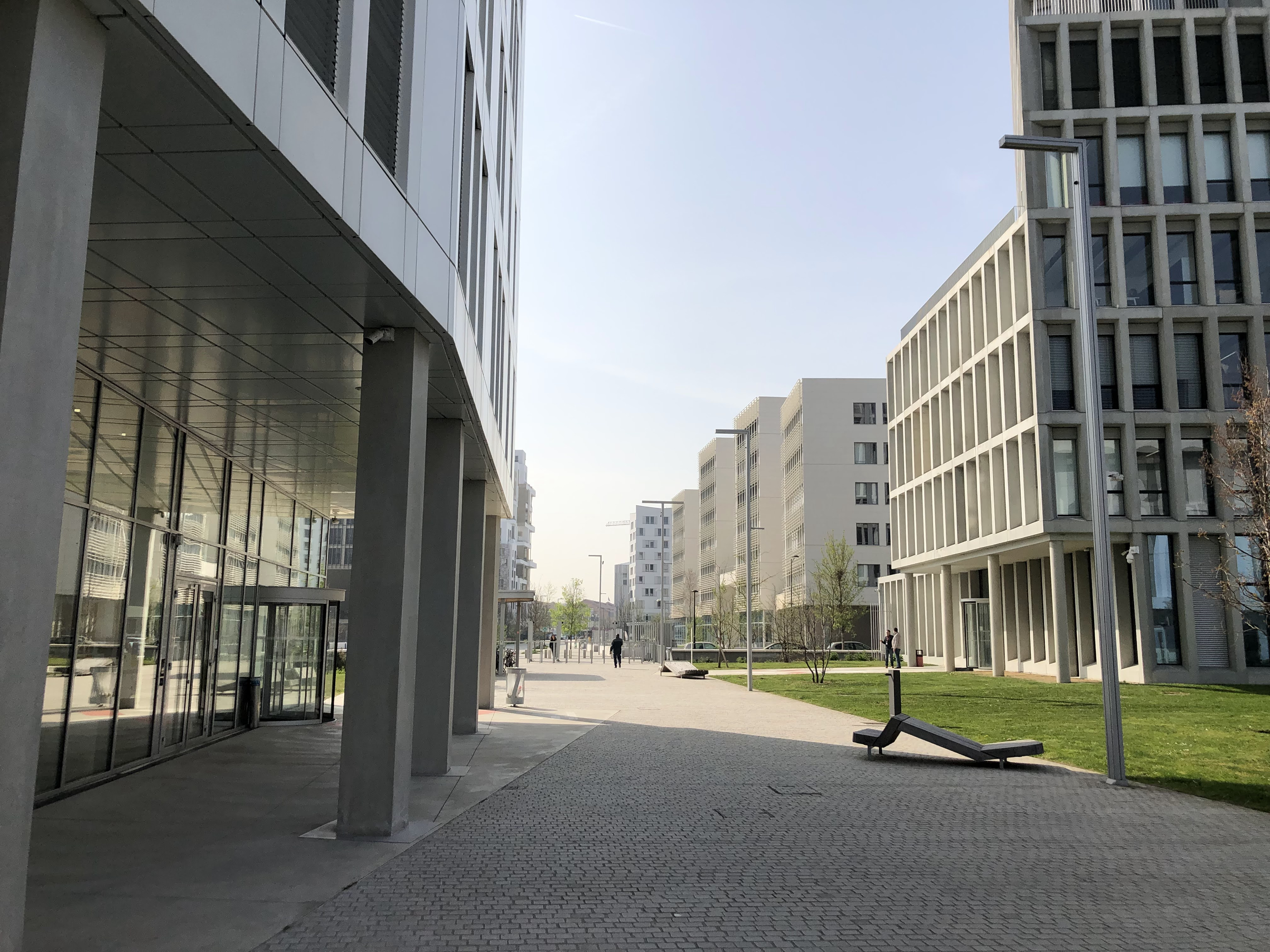
Cours des humanités, 2022.

Prévus pour commencer en 2021,,, mais retardés à 2023 par un appel d'offres initial infructueux, l'aménagement du site de la porte de la Chapelle à Paris, sur le site de l'ancienne gare Dubois, doit être livré à la rentrée 2025. Ses 20 000 m2 de salles de cours, bibliothèque et jardins destinés à accueillir 3 500 étudiants de premier cycle à l'université de l'université Paris 1 a été conçu par les architectes Françoise Mauffret et Jean Guervilly,.

## Les effectifs par établissement
Les dix établissements d'enseignement supérieur et organismes spécialisés dans les sciences humaines et sociales n'envisagent pas de la même manière leur occupation des locaux, puisque selon le programme fonctionnel du campus, publié en 2011, l'EHESS et l'université Paris 1 Panthéon-Sorbonne représenteront plus de 50 % des effectifs :
|                           | Enseignants-chercheurs | ITA & IATOSS | Étudiants (licence-master) | Doctorants | Total  |
| Site d'Aubervilliers      |                        |              |                            |            | 12651  |
| ------------------------- | ---------------------- | ------------ | -------------------------- | ---------- | ------ |
| EHESS                     | 1101                   | 398          | 1300                       | 1726       | 4525   |
| EPHE                      | 244                    | 137          | 650                        | 635        | 1866   |
| Paris 1                   | 867                    | 158          | 1089                       | 1400       | 3554   |
| ENC                       | 81                     | 27           | 110                        | 30         | 248    |
| INED                      | 233                    | 111          |                            | 56         | 380    |
| Paris 8                   | 149                    | 9            |                            | 463        | 621    |
| Paris 13                  | 219                    | 6            | 40                         | 258        | 526    |
| CNRS                      | 341                    |              |                            | 25         | 366    |
| FMSH                      | 30                     |              |                            |            | 30     |
| Paris 3                   | 41                     | 24           | 300                        | 120        | 485    |
| Autres étab.              | 35                     | 8            |                            | 10         | 53     |
| Site Porte de la Chapelle |                        |              |                            |            | 5163   |
| Paris 1                   | 463                    | 45           | 4655                       |            | 5163   |
| Total                     | 3994                   | 953          | 8144                       | 4723       | 17 814 |

## Moyens d'accès
On peut accéder au campus Condocret par la ligne 12 du métro de Paris, en descendant à la station Front populaire. Le RER B et sa gare La Plaine - Stade de France est une autre option, bien que plus lointaine.